# Daniel Cauchy
Pour les articles homonymes, voir Cauchy.
Daniel Cauchy est un acteur, producteur et scénariste français né le 13 mars 1930 à Boulogne-Billancourt et mort le 8 mai 2020 à Neuilly-sur-Seine.

## Biographie

### Enfance
Daniel Cauchy naît le 13 mars 1930 à Boulogne-Billancourt,. Son père, Jean Cauchy (1897-1937), est préfet, attaché au ministère de l'Intérieur auprès de Georges Mandel. À la mort de son père, sa mère, Lucienne Roux, met en pension Daniel et sa sœur Francine (son aînée de deux ans) dans des établissements différents. Plus tard, Daniel est élevé en alternance par ses deux grands-mères entre Laval et Nice.

### Carrière
Acteur et producteur, Daniel Cauchy fait sa première apparition dans Nous irons à Monte-Carlo (1951) de Jean Boyer. Il joue dans une quarantaine de films, parmi lesquels nombre de polars et films d'aventures. Il est Paulo dans Bob le flambeur, le film de Jean-Pierre Melville sorti en 1956. Il reste ensuite un second rôle régulier du cinéma français des années 1950 à 1970.  Il est aussi réalisateur de films publicitaires, certains devenus des classiques comme  Ovomaltine ou Panzani.

### Mort

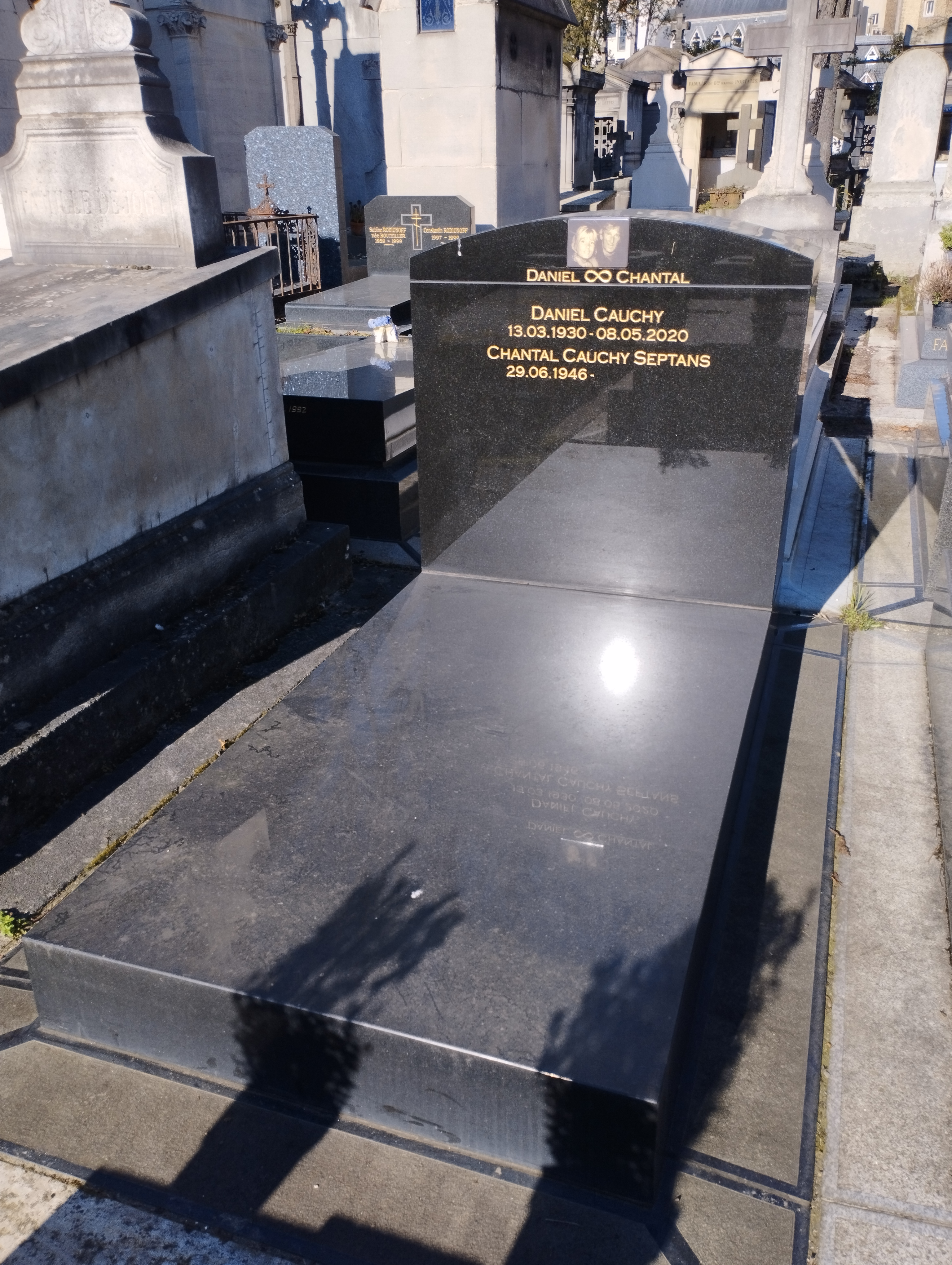
Tombe de Daniel Cauchy au cimetière de Passy (division 4).

Il meurt dans la nuit du 7 au 8 mai 2020, à l'âge de 90 ans, des suites du coronavirus. Il est inhumé au cimetière de Passy (division 4).

### Famille
Daniel Cauchy est le père du comédien Didier Cauchy, qui interprète le capitaine Scandella dans la série La Crim' et avec qui il enregistre un disque sous le label d’Eddie Barclay.

## Théâtre
- 1952 : Jésus-la-Caille, d'après le roman de Francis Carco, mise en scène Pierre Valde, théâtre des Célestins puis théâtre Gramont et théâtre Antoine.

## Filmographie

### Acteur

#### Cinéma
- 1951 : Nous irons à Monte-Carlo de Jean Boyer : non crédité
- 1952 : L'Amour, Madame de Gilles Grangier : un jeune homme
- 1952 : Le Gantelet vert de Rudolph Maté : non crédité
- 1952 : Cet âge est sans pitié de Marcel Blistène
- 1952 : Le Rideau rouge d'André Barsacq
- 1952 : Le Plus heureux des hommes de Yves Ciampi
- 1953 : Quand tu liras cette lettre de Jean-Pierre Melville : Biquet
- 1953 : Maternité clandestine de Jean Gourguet : Mickey
- 1953 : Le Portrait de son père d'André Berthomieu : l'existentialiste
- 1953 : Suivez cet homme de Georges Lampin : Pierrot
- 1954 : Huis clos de Jacqueline Audry : non crédité
- 1954 : Touchez pas au grisbi de Jacques Becker : Fifi
- 1954 : Le Comte de Monte-Cristo de Robert Vernay : Bruno / Andrea Cavalcanti
- 1954 : Les Impures de Pierre Chevalier : Dédé
- 1955 : Interdit de séjour de Maurice de Canonge : Palo
- 1955 : Le Dossier noir d'André Cayatte : Jo
- 1955 : Les Nuits de Montmartre de Pierre Franchi : Julien
- 1955 : Impasse des vertus de Pierre Méré : Fanfan
- 1956 : Bob le flambeur de Jean-Pierre Melville : Paulo
- 1957 : Police judiciaire de Maurice de Canonge : Menaz
- 1958 : En légitime défense d'André Berthomieu : Dédé
- 1958 : Miss Pigalle de Maurice Cam
- 1958 : Sacrée Jeunesse d'André Berthomieu : Gérard
- 1959 : Ça n'arrive qu'aux vivants de Tony Saytor : Bébert
- 1959 : J'irai cracher sur vos tombes de Michel Gast : Sonny
- 1959 : Les Fruits du péché de Raoul André : Michel Langeac
- 1960 : Sergent X de Bernard Borderie : Fred
- 1960 : Les Mordus de René Jolivet : Mosco
- 1961 : Samedi soir de Yannick Andréi : Jacky
- 1962 : Les Ennemis d'Édouard Molinaro : Patrick
- 1962 : Arsène Lupin contre Arsène Lupin d'Édouard Molinaro : Charly
- 1963 : Mathias Sandorf de Georges Lampin : Pescade
- 1963 : D'où viens-tu Johnny ? de Noël Howard : Marcel
- 1964 : Le Gendarme de Saint-Tropez de Jean Girault : Richard
- 1970 : Le Cœur fou de Jean-Gabriel Albicocco : le photographe
- 1973 : Le Gang des otages d'Édouard Molinaro : Gilbert Nodier
- 1977 : La Fille d'Amérique de David Newman : Luc
- 2000 : Les Acteurs de Bertrand Blier : Christian Decharme

#### Télévision
- 1955 : Chasse au crime, épisode Faux Tableaux de Sobey Martin
- 1999 : Nora d'Édouard Molinaro : Louis Lambert

### Producteur
- 1961 : Samedi soir de Yannick Andréi
- 1968 : Ces messieurs de la famille de Raoul André
- 1970 : La Liberté en croupe d'Édouard Molinaro
- 1970 : Ces messieurs de la gâchette de Raoul André
- 1973 : Le Gang des otages d'Édouard Molinaro

## Distinctions
Daniel Cauchy a obtenu de nombreux prix dans la production de films publicitaires avec Citeca Productions[réf. nécessaire] :
- Lion d'or[Lequel ?] (Épéda) - agence Impac
- 7 d'or du meilleur spot publicitaire pour Épéda - agence Impact[Quand ?]
- Lion d'or (Darty) - Havas conseil
- Lion d'or (Roquefort)- Havas conseil
- Lion d'or (Eminence) - DDB
- Lion d'argent (Rank Xerox) - Young Rubicam
- Lion d'argent (Darty) - Havas conseil
- Lion d'argent (Télécommunication) - Sperar